# SiteCatalyst
SiteCatalyst是一套供網站使用的商業行銷軟件：一方面，它為網站的網頁尋找位置放置廣告；另一方面，藉著分析網站的來訪記錄而建立起來訪者的數據庫，從而更有效的知悉網站來訪者的元數據。

## 外部連結
- SiteCatalyst的官方介紹網址（页面存档备份，存于）